# 2014年2月逝世人物列表
2014年逝世人物列表：1月 - 2月 - 3月 - 4月 - 5月 - 6月 - 7月 - 8月 - 9月 - 10月 - 11月 - 12月
2014年2月逝世人物列表，是用于汇总2014年2月期间逝世人物的列表。

## 依日期排序

### 2月28日
- 雨果·勃兰特·考斯提斯（荷蘭語：Hugo Brandt Corstius），78歲，荷蘭作家。[1]
- 窗·道雄，本名石田道雄，104歲，日本兒童詩人、詞人、作曲家，創作童謠《大象先生》歌詞。於1994獲得獲得國際安徒生兒童文學獎。[2]

### 2月27日
- 楊·荷特（Jan Hoet），77歲，比利時藝評家及藝術館館長，死於心肌梗塞。[3]
- 烏貝爾·馬托斯（Huber Matos），95歲，古巴革命領導人，但最後與卡斯楚政治意見不合而被下獄，坐牢20年，出獄後流亡海外，死於心臟病。[4]
- 李孝桂（韓語：이효계），78歲，韓國政府官員，前光州廣域市長、全羅南道知事（朝鲜语：전라남도지사）、韓國國務總理秘書室長（朝鲜语：대한민국의 국무총리비서실장）。[5]

### 2月26日
- 帕科·德卢西亚（西班牙語：Paco de Lucía），66歲，西班牙佛朗明哥吉他手。死於心臟病。[6]
- 王晶文，51歲，台灣記者，曾演出侯孝賢電影《戀戀風塵》男主角。[7]。
- 蔡善進（Chua Sian Chin），81歲，新加坡政治人物，曾在六七十年代擔任過新加坡政府內政、教育及衛生部長。[8]
- 山本文雄，79歲，前日本TBS電視台主持。死於肺胞出血。[9]

### 2月25日
- 弗蘭尼·比徹（Francis Beecher），92歲，美國爵士樂、搖滾樂和鄉村樂歌手，自然逝世。[10]
- 乔克韦·卢蒙巴，66歲，美國政治人物、律師、人權活動家，密西西比州杰克逊市市长。[11]
- 吉米·蘭格 (Jim Lange), 81歲, 美國遊戲節目主持人和唱片騎師. 曾主持60年代著名遊戲節目<<The dating time>>. 死於心臟病.[12]

### 2月24日
- 哈罗德·雷米斯（Harold Ramis），69岁，美国芝加哥喜剧作家，导演，演员。[13]
- 廣中俊雄（日語：広中 俊雄），87歲，日本法律學者、東北大學名譽教授，研究日本的秘密警察。[14]
- 方凯，81岁，中国辽宁大学物理学院教授，被称为“史上最尽职老师”[15]。（死讯公布日期）

### 2月23日
- 塞繆爾·申班（Samuel Sheinbein），34歲，美籍以色列殺人犯，槍擊身亡。[16]
- 愛麗絲·赫茨索默（Alice Herz-Sommer），110歲，鋼琴家。二次世界大戰猶太集中營倖存者中全球最年長的一位。[17]

### 2月22日
- 夏洛特·道森（Charlotte Dawson），47歲，紐西蘭出生的澳洲模特兒及主持人，自殺身亡。[18]
- 袁牧女，57岁，浙江宁波出生的影视剧导演、演员，死於心脏病。[19]
- 茹饒·卡薩拉（Zsuzsa Csala），80歲，匈牙利女演員。[20]
- 利奧·佛羅曼（Leo Vroman），98歲，荷裔美國血液學家。[21]

### 2月21日
- 可可·羅斯可，81歲，塞爾維亞出生的保加利亞演員。[22]
- 薩基斯·鲍樂斯（Athanasios "Sakis" Boulas）59歲，希腊歌手、作曲家、演员。[23]

### 2月20日
- 湯瑪斯·皮爾森（Thomas Pierson），63歲，SETI協會創辦者與執行長。病逝。[24]
- 赵复金，89歲，抗战老兵，17歲入伍38军55师孔从周部。病逝。[25]
- 路学长，49歲，中国内地第六代导演，曾拍摄《长大成人》、《非常夏日》、《卡拉是条狗》等作品。疑为心脏病突发，病逝。[26]
- 加里克·厄特利（Garrick Utley），74歲，美國記者，死於前列腺癌。[27]
- 若热·波拉高（Jorge Polaco），67歲，阿根廷電影製作人。[28]
- 拉斐爾·阿迪耶戈·布魯諾（Rafael Addiego Bruno），90歲，烏拉圭法學家、政治人物，1985年代理烏拉圭總統職務。[29]

### 2月19日
- 張宗祜，88歲，水文地質學家、工程地質學家和第四紀地質學家，河北省唯一一位中國科學院和中國工程院兩院院士，中國地質科學院水文地質環境地質研究所名譽所長。病逝。[30]
- 瓦列里·庫巴索夫（俄語：Вале́рий Никола́евич Куба́сов），79歲，前蘇聯太空人，參與過聯盟計劃、阿波羅-聯盟測試計劃等太空任務，獲頒過蘇聯英雄、列寧勳章等獎章[31]。
- 吉妮西丝·卡尔莫娜（西班牙語：Genesis Carmona），22歲，巴伦西亚中心科技大学学生、著名模特，曾为2010年“委内瑞拉小姐”提名候选人，2013年当选卡拉沃沃州的“旅游小姐”。参加当地学生游行示威时被枪击身亡。[32]
- 西蒙·迪亚兹（西班牙語：Simón Narciso Díaz Márquez），86岁，委内瑞拉歌手，曾获得格莱美奖。患有常年的阿兹海默症。[33]
- 孙羽，80岁，原名孙洪纺，中华人民共和国导演、演员。病逝。[34]
- 戴爾·加德納（Dale Allan Gardner），65歲，美国国家航空航天局宇航员，执行过STS-8以及STS-51-A任务。[35]

### 2月18日
- 小尼爾森·佛雷瑟（Nelson Frazier, Jr.），43歲，美國職業摔角選手，外號「大V老爹」(Big V Daddy)。死於心臟病。[36]
- 莎萊，91歲，老紅軍、著名文藝家、武漢市文聯原主席、黨組書記（比照副市長級享受生活待遇、享受省長級醫療待遇）。病逝。[37]
- 佟廣生，86歲，農業部南海區漁業指揮部原指揮長、農業部南海區漁政分局原黨組書記、局長。病逝。[38]
- 马尔科姆·蒂尔尼（Malcolm Tierney），75歲，英國電影、電視劇演員，曾在《遠大前程》、《梅爾吉勃遜之英雄本色》、《神鬼至尊》、《幕後人生》、《小杜麗》、《家庭生活》等影視作品中演出。[39]
- 玛利亚·弗朗西斯卡·冯·特拉普（Maria Franziska von Trapp），99歲，二戰期間知名的奧地利音樂家庭崔普，家庭故事曾改編成電影、音樂劇《真善美》，家族7兄弟姊妹中目前唯一在世的二姊。[40]

### 2月17日
- 高凌風，63歲，本名葛元誠，昵称「青蛙王子」。台灣知名摇滚歌手、演員、主持人。因血癌病逝。[41]
- 劉恩沛，94歲，西藏自治區衛生廳原黨組書記、廳長。病逝。[42]
- 閆秀恩，93歲，原江西省人民政府外事（僑務）辦公室人事處處長（副廳級）。病逝。[43]
- 蔣月明，77歲，廣東省政府原副秘書長兼辦公廳主任，第八屆廣東省政協常委、提案委員會主任。病逝。[44]
- 梁娅，35岁，IBM深圳公司高级管理人员。心脏病猝死。[45]

### 2月16日
- 榮·卡西（Ron Casey），61歲，美國政治家，2004年至2012年度密蘇里州眾議院議員。病逝。[46]

### 2月15日
- 黃樹勛，82歲，中共安徽省紀委原副書記、監察廳原廳長。病逝。[47]
- 芬尼·戈雅玛天（匈牙利語：Fanni Gyarmati），101歲，匈牙利語言學家。年迈逝世。[48]
- 克里斯多夫·麥爾坎（Christopher Malcolm），67歲，蘇格蘭演員，在電影《星球大战V：帝国反击战》、《時空英豪》、《超人III》、《烽火赤焰萬里情》之中演出。[49]
- 费德里科·坎贝尔（英語：Federico Campbell），72岁，墨西哥作家、报道家和记者。死於中风。[50]

### 2月14日
- 湯·芬尼（Sir Tom Finney），91歲，英國前足球員。自然死亡。[51]
- 吉米·弗雷格希（Jim Fregosi），71歲，美國前棒球手及經理。死於中風併發症。[52]
- 高居翰（James Cahill），88歲，美国著名中国美术史学者。病逝。[53]
- 項淳一，87歲，第八屆全國人大常委會委員、全國人大常委會法制工作委員會原副主任、第一屆全國人大常委會香港基本法委員會主任。[54][55]
- 徐繩周，96歲，中共廣東省委統戰部原副部長。病逝。[56]
- 周景新，83歲，吉林省長春市人民政府原駐廣州辦事處主任（正局級）。病逝。[57]

### 2月13日
- 理查·穆勒·尼爾森（丹麥語：Richard Møller Nielsen），76歲，丹麥足球選手、教練，教練生涯曾帶領過丹麥、芬蘭及以色列國家隊，教練生涯達40年，1992年帶領丹麥國家隊，贏得歐洲足球錦標賽冠軍。腦瘤。[58]
- 崔思群，95歲，中國遠征軍老戰士，黃埔15期畢業，任第8軍103師連長。病逝。[59]
- 巴盧·馬亨德拉（英語：Balanathan Benjamin, Balu Mahendran），74歲，斯里蘭卡、印度电影导演、编剧、编辑家和电影摄影师，執導過《新月牙兒》等廣受歡迎的泰米爾語印度電影。死於心臟病。[60]
- 拉爾夫·韋特（Ralph Waite），85歲，美國演員，在《華頓家族》（The Waltons）、《根》（Roots）、《巔峰戰士》（Cliffhanger）等電視劇中擔任主要角色。年迈逝世。[61]
- 山本兼一（日語：山本 兼一），85歲，日本小說家，2008年直木賞得主。死於肺癌。[62][63]
- 章志文，95歲，原安徽省安慶地區糧食局顧問，病逝。[64]
- 李益明，94歲，原安徽機電學院黨委組織部長。病逝。[65]
- 梁萍，91歲，中共山西省委辦公廳離休干部。病逝。[66]
- 肯·琼斯（Ken Jones），84岁，英国演员。死於大肠癌。[67]
- 董學余，91歲，原皖南醫學院附屬醫院黨委書記、皖南醫學院護校校長，離休干部。病逝。[68]
- 閻富震，90歲，湖南省江麓機械廠原黨委書記、享受副省級醫療待遇離休干部。病逝。[69]
- 楊繼笑，73歲，吉林省長春市人民政府原副市長。病逝。[70]
- 蕭飛賓，63歲，臺灣航空工程學家，臺灣無人航空載具研究先驅，國立成功大學航空太空工程學系教授，病逝。[71]
- 兹比格涅夫·罗曼舍夫斯基，74岁，波兰保守派政治家、参议员、人权活动家。[72]

### 2月12日
- 高輝，61歲，曾任國民黨組發會組營部主管、國家發展研究院院長、大陸事務部主任等職務。死於肺腺癌。[73]。
- 约翰·V·皮克斯通（John Victor Pickstone），69歲，英国历史学家。
- 席德·西澤（Sid Caesar），91歲，美國喜劇演員，職業生涯中獲得兩次艾美獎。年迈。[74]
- 宮力行（曾用名：宮野進），91歲，原電子工業部第二十研究所享受廳局級待遇離休干部。病逝。[75]

### 2月11日
- 秀兰·邓波儿（Shirley Jane Temple），85歲，美国前童星，美国历史上第一位国务院礼宾司女性司长。自然死亡。[76]
- 於鴻章，92歲，原湖北省武汉市硚口區委書記、退休干部。病逝。[77]
- 愛麗絲·芭布斯（英語：Alice Babs, Hildur Alice Nilsson），90歲，瑞典歌手及演員。死於阿茲海默症。[78]
- 小高賢（日語：小高 賢），69歲，日本歌人、評論家。[79]

### 2月10日
- 朱新建，61歲，著名畫家，新文人畫代表。病逝。[80]
- 斯圖亞特·霍爾（Stuart McPhail Hall），82歲，英國社會學家與文化理論家。病逝。[81]
- 周古廉，71歲，原安徽省政府副秘書長（正廳級），原省人大常委會財政經濟委員會副主任。病逝。[82]
- 安西信一（日語：安西 信一），53歲，日本東京大學准教授。死於腦出血。[83]
- 小寺彰（日語：小寺 彰），61歳，日本東京大學教授。死於膽囊癌。[84]
- 孟澤五，95歲，浙江省原杭州市紡織工業局黨委副書記、副局長，杭州市經委系統離退休干部服務中心享受地專級待遇離休干部。病逝。[85]

### 2月9日
- 李君旭（外号蛐蛐儿），61歲，1976年“周總理遺言”的制造者（参见：總理遺言案）。死於肺梗塞。[86]
- 李學炎，103歲，中華民國空軍少將、前空軍指揮參謀大學校長，飛虎隊成員。年迈逝世。[87]
- 加布里埃尔·阿克谢（丹麥語：Gabriel Axel），96岁，丹麦电影导演，1987年凭借《巴比特的盛宴》（Babettes gæstebud）获得奥斯卡最佳外语片奖。[88]
- 張立修，95歲，原浙江省水產廳廳長（享受副省長級醫療待遇）。病逝。[89]

### 2月8日
- 王運熙，88歲，复旦大学中国语言文学系教授。病逝。[90]
- 麦孔·佩雷拉·德·奥利维拉（葡萄牙語：Maicon Pereira de Oliveira），25歲，巴西足球員。車禍喪生。[91]
- 王雷，35歲，陕西省汉中市公安局交警支队高交大队第四中队民警。夜间执勤被撞桥下，因公殉难。[92]
- 孟森，92歲，安徽醫科大學第一附屬醫院離休干部、原黨委書記。病逝。[93]
- 王桂敖，92歲，中共雲南省委省直機關工委離休干部、原中共雲南省委直屬機關黨委組織處處長（享受正廳級待遇，省長級標准報銷醫療費待遇）。病逝。[94]
- 朱仲麗，100歲，中共領導人王稼祥的夫人，北京友誼醫院原院長，中國作家協會會員，政協第五屆全國委員會委員。病逝。[95]
- 劉堅，93歲，中國人民解放軍軍事科學院原外國軍事研究部部長。病逝。[96]
- 馬玉玨，82歲，原廣西壯族自治區建設委員會副主任（正廳級、享受自治區政府副主席級醫療待遇）。病逝。[97]

### 2月7日
- 牧野隆志（日語：牧野 隆志），49歲，日本歌手，東京王子（日語：東京プリン）成員。死於肺癌。[98]
- 曹中南，100歲，天津市委原常委，天津警備區原政治委員，第三干休所副兵團職離休干部。病逝。[99]
- 隋芸生，99歲，原遼寧省國防科學技術工業辦公室副主任。病逝。[100]
- 孫安斌，89歲，原杭州大學預科黨總支書記，浙江省委黨校文化部黨委書記、離休干部（享受廳局級待遇）。病逝。[101]
- 康树华，87岁，中国犯罪学、青少年法学奠基人、中国犯罪学学会名誉会长，北京大学教授。[102]

### 2月6日
- 森徹，78歲，前日本職業棒球運動員。死於肝癌。[103]
- 拉爾夫·基納（Ralph McPherran Kiner），91歲，前美國職業棒球運動員。自然死亡。[104]
- 馬勝利，76歲，中國“國企承包第一人”，兩次全國五一勞動獎章獲得者。病逝。[105]
- 赵顺秋，57歲，江苏省海安县海安镇镇南村人。家门前突发车祸，救出8名伤者后突然倒下，心源性猝死。[106]
- 亞那希·加尼卡（西班牙語：Anahi Garnica），27歲，阿根廷首名女性消防員。在火災執勤中殉職。[107]
- 馮周杰，85歲，原山西省財政廳總會計師。病逝。[108]
- 張保川，92歲，原浙江省嘉興地區新老兵中轉站站長、離休干部（享受廳局級待遇）。病逝。[109]

### 2月5日
- 理查德·海曼（Richard Hayman），93歲，美國口琴演奏家、通俗音樂編曲和指揮家。[110]
- 葛建兵，48歲，江苏省南通市公安局交巡警二大队民警。殉职前一直在春节期间执勤，连续两天工作均超过10个小时，心肌梗塞。[111]
- 罗伯·道尔（Robert Alan Dahl），98岁，美國政治學家，當代政治學巨擘、民主理論大師。年迈逝世。[112]
- 黃海，82歲，安徽省原體改委主任、省政協常委。病逝。[113]
- 孫恩喜，88歲，原吉林省體委副主任、顧問（享受正廳級待遇）。病逝。[114]

### 2月4日
- 午馬，本名馮宏源，71歲，香港知名電影電視演員、導演。死於肺癌。[115]
- 上海環震包裝製品有限公司火災撲救中，兩名消防員犧牲。
  - 陸晨，23歲，上海崇明人，2012年12月入伍，上等兵警銜；
  - 孫絡絡，19歲，湖北武漢人，2012年12月入伍，上等兵警銜。[116]
- 周震波，81歲，退休干部、原江西省公安廳黨委委員、副廳長。病逝。[117]
- 楊邁，88歲，原廣東省經濟委員會副主任、黨組成員。病逝。[118]
- 曹傳鈞，92岁，北京航天航空大學原校長、航空航天教育家。病逝。[119]
- 朴權相（韓語：박권상），84歲，韓國記者，前韓國放送公社總裁。[120]

### 2月3日
- 露易絲·布勞奇·克拉普（Althea Louise Brough Clapp），90歲，美國女子網球選手，1942年至1957年期間拿下35座大滿貫網球賽獎盃，其中包括6座單打冠軍（4座溫網、1座澳網、1座美網）、21座雙打冠軍和8座混雙冠軍，大滿貫冠軍數量排名歷史第五位（男女球員均包括），1976年正式獲選為國際網球名人堂成員。[121]
- 喬安·孟岱爾（Joan Mondale），83歲，第42任美國副總統沃爾特·蒙代爾的妻子。[122]
- 比爾·新金（Bill Sinkin），100歲，美國平等及可替代能源活動家。[123]
- 王彥，75歲，安徽省宿州市政協原副主席。病逝。[124]
- 張修錫，97歲，退休干部、原江西省工商聯原常務副主委、顧問（正廳級）。病逝。[125]
- 董仲賢，84歲，吉林省長春市朝陽區政協原主席、離休干部（副廳級待遇）。病逝。[126]

### 2月2日
- 布多吉，75歲，西藏自治區人大常委會原副主任。病逝。[127]
- ，46歲，美國電影演員，2006年時以《柯波帝：冷血告白》（Capote）一片奪得第78屆奧斯卡最佳男主角獎。死於藥物過量[128]。
- 蓋爾德·阿布雷希特（Gerd Albrecht），78歲，德國指揮家，病逝。[129][130]
- 陈娟，30歲，温州籍鹿城区藤桥镇庄岩村人，西班牙马德里一家食品店女店主。遭枪杀。[131]

### 2月1日
- 马克西米利安·谢尔（Maximilian Schell），83歲，奧地利、瑞士籍電影演員、導演、編劇和監製；因演出電影《紐倫堡大審》（Judgment at Nuremberg）而聞名，獲得當屆奧斯卡最佳男主角獎。[132]
- 路易斯·阿拉貢內斯（西班牙語：José Luis Aragonés Suárez），75歲，前西班牙國家男子足球隊主教練，曾率隊奪得2008年歐洲國家盃。病逝。[133]
- 托尼·哈特利（英语：Tony Hateley），72歲，英國足球運動員，曾為利物浦球員。[134]
- 王近珂，98歲，原安徽省馬鞍山市財貿辦公室副主任、離休干部。病逝。[135]
- 瓦西里·伊萬諾維奇·彼得羅夫（俄語：Василий Иванович Петров），97歲，蘇聯軍事人物，1982年獲頒蘇聯英雄勳章，1983年被授予元帥頭銜。[136]
- 萬芝，94歲，老紅軍、原廣東省汽車工業貿易總公司離休干部。病逝。[137]
- 張濟如，86歲，武漢國營長江電源廠離休干部。病逝。[138]
- 袁汝稳，71岁，深圳市人大常委会原副主任。因抑郁症坠楼身亡。[139]
- 郝志本，81歲，最高人民檢察院法律政策研究室原副廳級干部。病逝。[140]
- 鲍永清，56岁，中国杭州市淳安县汾口镇宏鲍村村民，搶救山火,因煙嗆，不慎摔落而亡。[141]